# 魯克·梳爾
盧克·保羅·霍爾·蕭（英語：Luke Paul Hoare Shaw，1995年7月12日—）是一名英格蘭職業足球運動員，司職左閘。
出身南安普頓青訓系統，於2012/13年球季季初獲晉升一隊，自此奠定正選位置。

## 球會生涯

### 南安普頓
盧克·肖出生於泰晤士河畔金斯頓， 8歲時加入南安普顿青年軍及預備隊。由於在青年軍表現出色，且與同樣出自南安普頓青訓，現時效力皇家馬德里的格瑞斯·贝尔均擔任左閘，故不少媒體皆形容蕭為「新格瑞斯·贝尔」。 他在青年軍的出色發揮惹來不少英超勁隊的關注，其中包括阿仙奴、車路士、曼城。 不過，時任南安普頓領隊尼祖·艾堅斯於2012年1月13日聲明肖為「非賣品」，並指肖在球隊未來計劃中佔著重要地位。艾堅斯亦明確地表明他不會將球隊的青訓產品賣給其他球隊，只會將他們提升上一隊，讓他們得以在英超作賽。
肖其後終於得到為南安普頓頓一隊上陣的機會，在1月28日，足總盃第四圈重賽，修咸頓對米禾爾的一場比賽，肖首次為南安普頓上陣比賽。而隨著球隊在英冠奪得第二名，取得升班英超資格後，肖亦被正式提升上南安普頓一隊。
12/13球季開始後，8月28日，肖在南安普頓聯賽盃第二輪4-1大勝史提芬納治的比賽中上陣，並踢滿了全場的90分鐘，是他第一次能夠在球隊的比賽中踢滿全場。 隨後，在聯賽盃第四圈對里茲聯的比賽，肖在下半場得到後備上陣的機會，也是他在這球季的第二場比賽，最終南安普頓0-3不敵里茲聯，聯賽盃出局。
肖的首場英超比賽則要等到11月5日，南安普頓作客西布朗的比賽，在82分鐘後備入替另一左閘球員，南安普頓最終負0-2鎩羽而歸。其後，對陣史旺西的英超比賽，肖正選上陣，球隊1-1戰和。2013年1月10日，肖同意了球隊的一份長期合約，願意在未來繼續效力南安普頓。

### 曼聯
2014年6月27日，曼联宣布卢克·肖转会曼联。卢克·肖签下了一份为期四年的合约，附加延长合约期一年的优先条款。
梳爾在曼聯的處子季受傷患影響，表現一般，不過在2015年4月18日，客場1-0戰敗車路士的比賽裏，梳爾踢出了代表作。
2015/16賽季起，梳爾轉披23號球衣，賽季初期表現異常出色。但是在歐聯手分組賽作客燕豪芬被後衛希達摩蘭奴鏟斷雙腳導致整個球季報銷後，表現一直處於下滑狀態。
2018年8月10日，梳爾於英超揭幕戰對李斯特城射入他職業生涯的首個入球，助曼聯以2-1獲勝，全取三分。10月18日，梳爾與曼聯續約5年。
2019年2月24日，曼聯於對利物浦的比賽中不到半場就有4名球員受傷，在艱難的情況下，仍然憑將士用命及梳爾的出色防守表現，凍結利物浦前鋒沙拿，得以賽和0-0。梳爾被選為此役的最佳球員。
2021年3月7日，梳爾在對陣同城對手曼徹斯特城足球俱樂部的比賽大放異彩，踢進職業生涯第2球，助球隊以2比0勝出。

## 國家隊生涯
梳爾已為英格蘭的U16及U17代表隊上陣。2013年1月31日他獲英格蘭U21徵召入隊備戰與瑞典U21的賽事，但他因傷而被迫缺席。
2014年5月12日，英格蘭足球代表隊主教練羅伊·霍奇森宣布蕭入選2014年國際足協世界盃23人名單。
2021年，梳爾透過在聯賽穩定的表現，相隔3年之後再次入選國家隊，並隨隊征戰因疫情而延後一年的2020年歐洲國家盃。在分組賽第三輪對捷克和16強對德國獲得正選，而在16強的比賽中不但完美凍結了對位的德國翼衛，而且更助攻攻入開紀錄的一球。其表現獲各方讚賞，更有不少球迷覺得梳爾才是該場比賽的最佳球員。在对意大利队的决赛开场仅仅2分钟就攻入一球，不僅是國家隊首顆進球，更是歐洲國家盃決賽史上最快進球，於2020年歐洲國家盃個人繳出1進球3助攻的成績，該進球更為2020年歐洲國家盃決賽中英格蘭唯一一顆進球，但最終仍在點球大戰中以2:3敗給義大利，以亞軍作收。而其中累計助攻次數在國家隊征戰歐洲盃的歷史上僅次於碧咸。
2022年11月，梳爾獲选入2022年世界盃英格蘭的最終26人名單。

## 生涯數據

### 俱樂部
最後更新：2021年5月26日
| 俱樂部   | 賽季     | 聯賽     | 聯賽 | 聯賽 | 英格蘭足總盃 | 英格蘭足總盃 | 英格蘭聯賽盃 | 英格蘭聯賽盃 | 歐戰 | 歐戰 | 其他 | 其他 | 總計 | 總計 |
| 俱樂部   | 賽季     | 層級     | 出賽 | 進球 | 出賽         | 進球         | 出賽         | 進球         | 出賽 | 進球 | 出賽 | 進球 | 出賽 | 進球 |
| -------- | -------- | -------- | ---- | ---- | ------------ | ------------ | ------------ | ------------ | ---- | ---- | ---- | ---- | ---- | ---- |
| 南安普敦 | 2011–12  | 英冠     | 0    | 0    | 1            | 0            | 0            | 0            | —    | —    | —    | —    | 1    | 0    |
| 南安普敦 | 2012–13  | 英超     | 25   | 0    | 1            | 0            | 2            | 0            | —    | —    | —    | —    | 28   | 0    |
| 南安普敦 | 2013–14  | 英超     | 35   | 0    | 3            | 0            | 0            | 0            | —    | —    | —    | —    | 38   | 0    |
| 總計     | 總計     | 60       | 0    | 5    | 0            | 2            | 0            | —            | —    | —    | —    | 67   | 0    |      |
| 曼聯     | 2014–15  | 英超     | 16   | 0    | 4            | 0            | 0            | 0            | —    | —    | —    | —    | 20   | 0    |
| 曼聯     | 2015–16  | 英超     | 5    | 0    | 0            | 0            | 0            | 0            | 3    | 0    | —    | —    | 8    | 0    |
| 曼聯     | 2016–17  | 英超     | 11   | 0    | 1            | 0            | 2            | 0            | 4    | 0    | 1    | 0    | 19   | 0    |
| 曼聯     | 2017–18  | 英超     | 11   | 0    | 4            | 0            | 3            | 0            | 1    | 0    | 0    | 0    | 19   | 0    |
| 曼聯     | 2018–19  | 英超     | 29   | 1    | 3            | 0            | 0            | 0            | 8    | 0    | —    | —    | 40   | 1    |
| 曼聯     | 2019–20  | 英超     | 24   | 0    | 3            | 1            | 2            | 0            | 4    | 0    | —    | —    | 33   | 1    |
| 曼聯     | 2020–21  | 英超     | 32   | 1    | 3            | 0            | 2            | 0            | 10   | 0    | —    | —    | 47   | 1    |
| 曼聯     | 總計     | 總計     | 128  | 2    | 18           | 1            | 9            | 0            | 30   | 0    | 1    | 0    | 186  | 3    |
| 生涯總計 | 生涯總計 | 生涯總計 | 188  | 2    | 23           | 1            | 11           | 0            | 30   | 0    | 1    | 0    | 253  | 3    |

1. 1 2 3  在歐洲冠軍聯賽出賽
2. 1 2  在歐足總歐洲聯賽出賽
3. ↑  於英格蘭社區盾出賽
4. ↑  4次歐洲冠軍聯賽出賽, 6次歐足總歐洲聯賽出賽

### 國家隊
最後更新：2022年12月11日
| 國家隊           | 年分 | 出賽 | 進球 |
| ---------------- | ---- | ---- | ---- |
| 英格蘭國家足球隊 | 2014 | 4    | 0    |
| 英格蘭國家足球隊 | 2015 | 2    | 0    |
| 英格蘭國家足球隊 | 2017 | 1    | 0    |
| 英格蘭國家足球隊 | 2018 | 1    | 0    |
| 英格蘭國家足球隊 | 2021 | 11   | 1    |
| 英格蘭國家足球隊 | 2022 | 9    | 2    |
| 總計             | 總計 | 28   | 3    |

### 國家隊進球
| # | 日期          | 場地                                         | 場次 | 對賽球隊 | 入球  | 賽果                    | 競賽                        | 參考來源 |
| - | ------------- | -------------------------------------------- | ---- | -------- | ----- | ----------------------- | --------------------------- | -------- |
| 1 | 2021年7月12日 | 英格兰，倫敦 · 温布利球場（Wembley Stadium） | 16   | 義大利   | 1 – 0 | 1 – 1 （加时） （2–3 ） | 2020年歐洲國家盃決賽        | [ 34 ]   |
| 2 | 2022年3月27日 | 英格兰，倫敦 · 温布利球場（Wembley Stadium） | 20   | 瑞士     | 1 – 1 | 2 – 1                   | 友誼賽                      |          |
| 3 | 2022年9月27日 | 英格兰，倫敦 · 温布利球場（Wembley Stadium） | 23   | 德国     | 1 – 2 | 3 – 3                   | 2022–23年歐洲國家聯賽小組賽 |          |

## 榮譽

### 國家隊
英格蘭
- 歐洲國家盃亞軍：2020[34]

### 球會
曼聯
- 歐霸盃冠軍：2016–17
- 英格蘭社區盾冠軍：2016
- 英格兰联赛盃冠军：2022–23

### 個人
- 畢士比爵士年度最佳球員：2018-2019賽季
- 曼聯年度最佳球員：2018-2019賽季、2020-2021賽季
- 入選PFA年度球隊（英格蘭超級聯賽）：2013-2014賽季、2020-2021賽季

## 外部連結
- 修咸頓官網簡歷
- 足球数据库：魯克·梳爾的球员统计数据
- Soccerway資料庫：魯克·梳爾